# Veksäv
Veksäv (Eleocharis mamillata) är en halvgräsart som först beskrevs av Harald Lindberg, och fick sitt nu gällande namn av Harald Lindberg. Veksäv ingår i släktet småsäv, och familjen halvgräs.

## Underarter
Arten delas in i följande underarter:
- E. m. austriaca
- E. m. mamillata